# Martha Fleming
Martha Fleming est une artiste canadienne travaillant principalement dans les domaines de l'histoire des sciences, de la muséologie et de l'histoire des collections. Elle a occupé des postes de recherche, d'enseignement et de direction dans des musées et des universités au Royaume-Uni, où elle vit depuis 1996. Elle a également occupé des postes dans des musées et collections universitaires au Danemark et en Allemagne,. Elle a travaillé à Montréal, au Québec, de 1981 à 1996, avant de déménager à Londres, en Angleterre.
Une grande partie de ses recherches est basée sur la pratique, se traduisant par des expositions, du développement stratégique, et des programmes pédagogiques, Cette approche découle de sa carrière antérieure (1980-1995) en tant qu'artiste et critique d'art, où elle a développé un intérêt durable pour les méthodologies interdisciplinaires intégrant la recherche et la pratique. Elle publie également ses recherches au sein d'organismes tels que History of Science et Smithsonian Institution Scholarly Press.

## Formation
Martha Fleming est née à Toronto, Ontario, Canada, le 2 octobre 1958. Elle est la fille du graphiste canadien Allan Fleming (1929-1977) et de l'éditrice Nancy Fleming (1931-2008). Son frère est le designer de meubles Peter Robb Fleming. 
Fleming travaille pour des libraires spécialisées en livres rares à Toronto après avoir quitté l'école en 1974. Elle suit également des cours de littérature anglaise à l'Université de Toronto.
Elle reçoit une bourse du Commonwealth en 1997 pour poursuivre une maîtrise en histoire du livre à la School of Advanced Study de l'Université de Londres. Elle obtient ensuite son doctorat avec une thèse intitulée From Le Musee des Sciences to the Sciences Museum: Fifteen Years of Evolving Methodologies in the Art and Science Interface de la School of Art, Architecture and Design of Leeds Metropolitan University.

## Carrière artistique
Au début de sa carrière artistique, Fleming s'implique dans divers centres d'artistes gérés par des artistes. Elle rédige des critiques d'art et des articles théoriques pour des publications telles que ArtForum, Open Letter et Block.

### Collaboration avec Lyne Lapointe
En 1981, Fleming se lie à l'artiste Lyne Lapointe. Le couple vit à Montréal, au Québec et produisent à l'échelle internationale un ensemble d'installations spécifiques à un site. Leur pratique multiple contribue à des formes d'art émergentes à l'époque telles que l'installation, la spécificité du site, l'art conceptuel, les ready-mades (objets trouvés) et l'appropriation. Leurs projets prennent souvent place dans des sites architecturaux abandonnés.

#### Principaux projets
- Projet Building / Caserne #14 (1983), 4247, rue Saint-Dominique, Montréal.
- Le Musée des Sciences (1984), 1700, rue Notre Dame Ouest, Montréal.
- La Donna Delinquenta (1987), 2480, rue Notre Dame Ouest, Montréal.
- The Wilds and The Deep (1990), Battery Maritime Ferry Terminal, New York City: Creative Time et le bureau du maire pour la culture.
- Duda (1992), Bibliothèque municipale, Parc Emir Mohammed, Madrid : Edge Biennale.
- These The Pearls (1992), St Paul's Dock Street Church, Londres: Edge Biennale.
- The Spirit & The Letter & The Evil Eye (1994), Book Museum, Bayntun's Book Bindery, Bath: Bath Festivals Trust.
- Matéria Prima (1994), Casa de Dona Yaya, São Paulo : Biennale de São Paulo avec Artemise Productions.

La Donna Delinquenta fait référence au livre de Cesare Lombroso de 1893, The Female Offender, un traité criminologique ancien et influent dressant le profil des prostituées, des immigrants et des pauvres afin que la police puisse identifier les criminels potentiels.
En décembre 1989, Fleming et Lapointe tiennent leur première exposition collaborative dans un musée, intitulée Eat Me/Drink Me/Love Me, au New Museum of Contemporary Art de New York. Le titre et l'exposition sont une réponse au poème allégorique du XIXe siècle de la poète Christina Rosetti Goblin Market qui explore les thèmes de la tentation féminine, de la rédemption et des conflits entre la vertu et le plaisir sensuel, dans un cadre pastoral. Eat Me/Drink Me/Love Me transforme la galerie du Musée en un espace d'environnement domestique mais ancré dans la nature, avec des objets trouvés, des matériaux du monde naturel et d'autres éléments architecturaux.
À la fin de leur relation de 15 ans en 1995, Fleming et Lapointe tiennent une rétrospective intitulée Studiolo, incorporant l'essentiel des recherches, des processus et des projets créatifs qu'ils ont partagés. L'exposition est présentée au Musée d'Art Contemporain en 1997, puis à la Galerie d'art de Windsor en 1998. Pour l'occasion, un livre est publié, également intitulé Studiolo aux éditions Artexte. Il présente les cadres philosophiques, historiques et esthétiques associés à l'exposition.

### Expositions muséales après 1996
Tenue au Science Museum de Londres, en Angleterre, son exposition Atomism and Animism est un amalgame d'objets scientifiques de la période des Lumières, répartis dans des lieux juxtaposées à travers le musée. Dans une approche similaire à l'installation collaborative Le Musée de Sciences avec Lapointe en 1984, l'expositions est une réflexion sur les pratiques muséales.
D'autres expositions muséales et collaborations de projets incluent Split + Splice au Medical Museion de l'Université de Copenhague (2008-2009) et You are Here : The Design of Information au Design Museum de Londres.

## Carrière académique et muséale
En 1996, Fleming s'installe à Londres, en Angleterre. Bien que ses années de collaboration avec Lapointe influence encore grandement son travail ultérieur, sa réinstallation au Royaume-Uni lui  permet de développer davantage sa pratique dans des domaines de recherche interdisciplinaires grâce à sa participation à des projets de recherche dans plusieurs grands musées et universités britanniques. 

### Enseignement
Fleming enseigne dans des universités au Centre for Collections Based Research de l'Université de Reading (2013-2016). Sa carrière d'enseignante comprend également des postes à l'Université Concordia (Montréal), où elle enseigne la théorie critique et la pratique en studio, au Vermont College of Fine Arts (Montpelier), ainsi qu'à l'Université Anglia Ruskin (Cambridge) et au Camberwell College of Art (Londres). Elle supervise des étudiants en troisième cycle au Musée médical de l'Université de Copenhague (2006-2009) au King's College de Londres (2007-2010), à l'Université de Reading et à l'Université de Göttingen.
Fleming s'intéresse particulièrement à la muséologie et aux pratiques muséales, y compris l'histoire des collections et la manière dont celles-ci se recoupent avec les histoires de la connaissance et le colonialisme.